# Jan Tromp (stripfiguur)
Jan Tromp is een van de hoofdpersonages uit de wekelijkse gagstrip Jan, Jans en de kinderen, oorspronkelijk van tekenaar Jan Kruis (1933-2017). Zijn belangrijkste rol in de strip is die van huisvader. 

## Kenmerken
De figuur van Jan Tromp is gedeeltelijk gebaseerd op Jan Kruis zelf, al zijn er weinig uiterlijke overeenkomsten met de tekenaar van de strip. Zo draagt hij geen bril en baard, maar heeft hij enkel een snor. 
Jan is halverwege of achter in de dertig; in verschillende stripjes krijgt hij soms een iets andere leeftijd toegekend. In verhaaltje 56 uit de serie (dat zich afspeelt tijdens een viering van oud en nieuw) blijkt dat hij dan 35 jaar is. In een van de eerste verhaaltjes waarin Jeroentje inmiddels is geïntroduceerd is Jan Tromp dan intussen 37, maar daarna wordt hij niet meer ouder.

### Familierelaties
Jan is de jongste zoon van Gerrit Tromp. Jan en zijn vader kunnen het niet erg goed met elkaar vinden en zijn het over veel dingen oneens. Jan heeft ook een oudere broer, Gijs (een onzichtbaar personage), van wie door Jans vader gezegd wordt dat hij veel succesvoller dan Jan is. Gijs heeft namelijk zijn eigen zaak, alhoewel er door Jan gesuggereerd wordt dat Gijs belasting ontduikt. 
Hij is de echtgenoot van Jans Tromp. Jan en Jans hebben samen drie kinderen: de ca. veertienjarige Karlijn, de ca. achtjarige Catootje en de tweejarige Gertje, die in bundelalbum 23 geboren werd. De eerste twee kinderen zijn er al vanaf het begin (1970).

## Verhaallijnen
Jan stoort zich geregeld aan de extreme dierenliefde van met name Catootje (in de oudste strips ook Karlijn). Soms worden er door de kinderen dieren in huis genomen terwijl Jan het daar helemaal niet mee eens is. Jan is met name ongelukkig met de komst van Loedertje (bundelalbum 5). Ook bij het avondeten heeft Jan vaak aanvaringen met zijn dochters; met Catootje omdat zij zo vaak klaagt over het eten, en met Karlijn omdat zij het als vegetariër vreselijk vindt als de anderen vlees eten.

### Carrière en latere rol als "huishoudman"
In de eerste jaren van de strip werkt Jan bij verschillende bedrijven, waaronder een oliemaatschappij. Jans doet dan nog het volledige huishouden. Begin jaren '90 worden de rollen omgedraaid; Jan gaat zich nu fulltime op het huishouden toeleggen, terwijl Jans aan een carrière begint (met de opkomst van het feminisme). Striptekenaar Kruis wilde hiermee de verhaallijnen gaandeweg aanpassen aan de veranderende positie van de vrouw in de maatschappij. Omdat Jan niet erg goed blijkt te zijn in het huishouden, worden er diverse huishoudsters ingehuurd. Eerst is dit Zwaantje Bonebrood, later Moeps Pepernoot (met wie Jans vader vroeger eens verkering had). 
Met de overname van de strip door Studio Jan Kruis in 1999 zijn Jan en Jans beiden gaan werken, maar op verschillende uren.

## Trivia
- In album 12 heeft Han Peekel (bekend van Wordt Vervolgd) een klein rolletje als collega van Jan.